# Château de Triana (Roccalbegna)
Le château de Triana (en italien : Castello di Triana) est un château médiéval à Triana, un hameau de la commune de Roccalbegna, dans la province de Grosseto en Toscane.

## Histoire
Le lieu est connu depuis 760, mais l'existence du château n'est attestée que par le partage des biens de la famille Aldobrandeschi en 1216, lorsqu'il fut attribué à la succursale de Santa Fiora. En 1388, Triana fut achetée par la famille Piccolomini de Sienne qui en fit le siège d'une seigneurie rurale au XVIe siècle.
Les Piccolomini restèrent propriétaires du château et des terrains environnants jusqu'en 1962, date à laquelle le château, considérablement transformé et avec peu de vestiges de ses formes originales, fut laissé à la Società di esecutori di pie disposizioni de Sienne. L'ancien château médiéval est enserré dans une muraille avec une seule porte d'accès : l'ensemble comprend également une tour qui constituait la demeure noble et deux bâtiments disposés autour d'une cour.

## Galerie

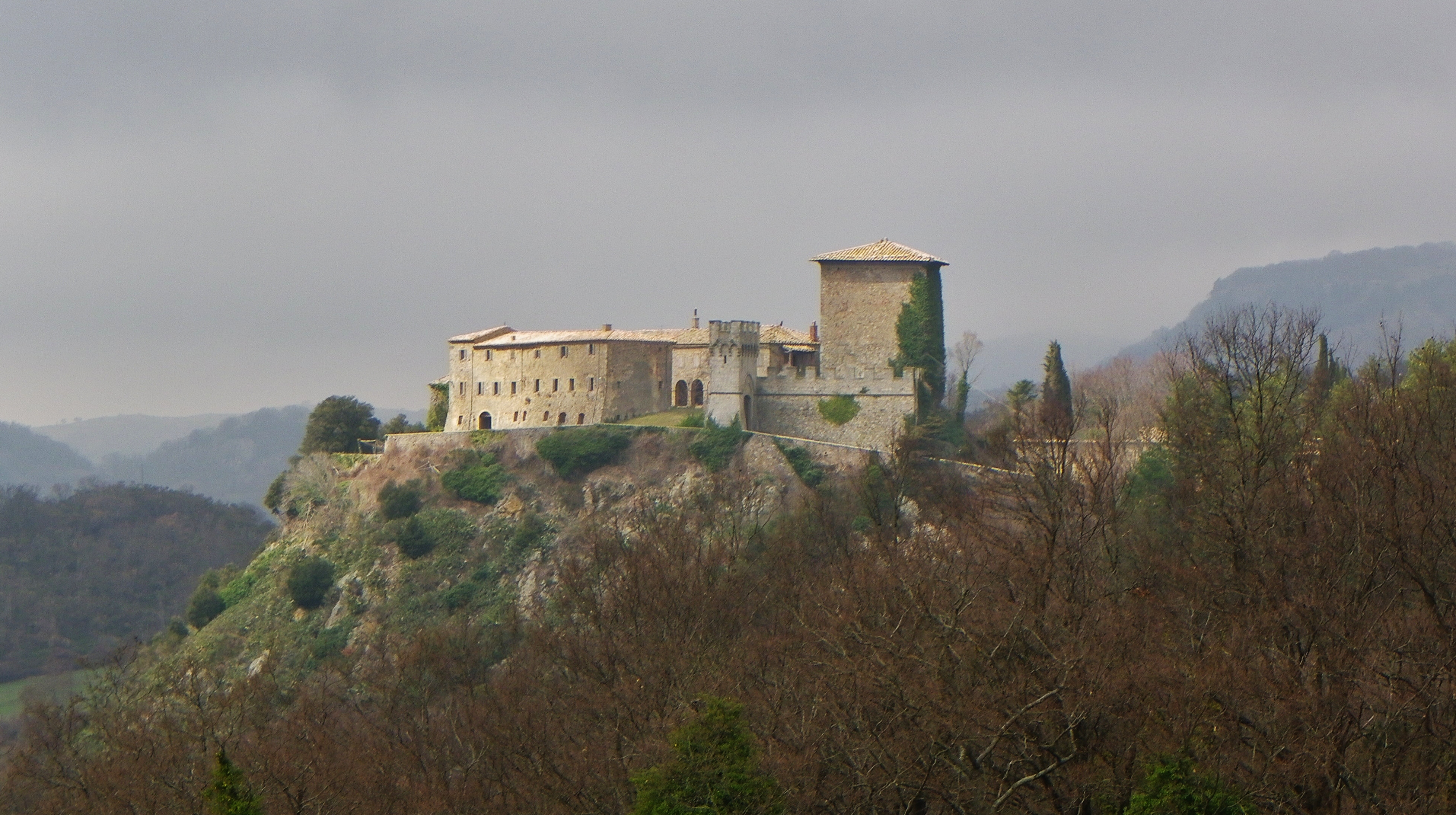
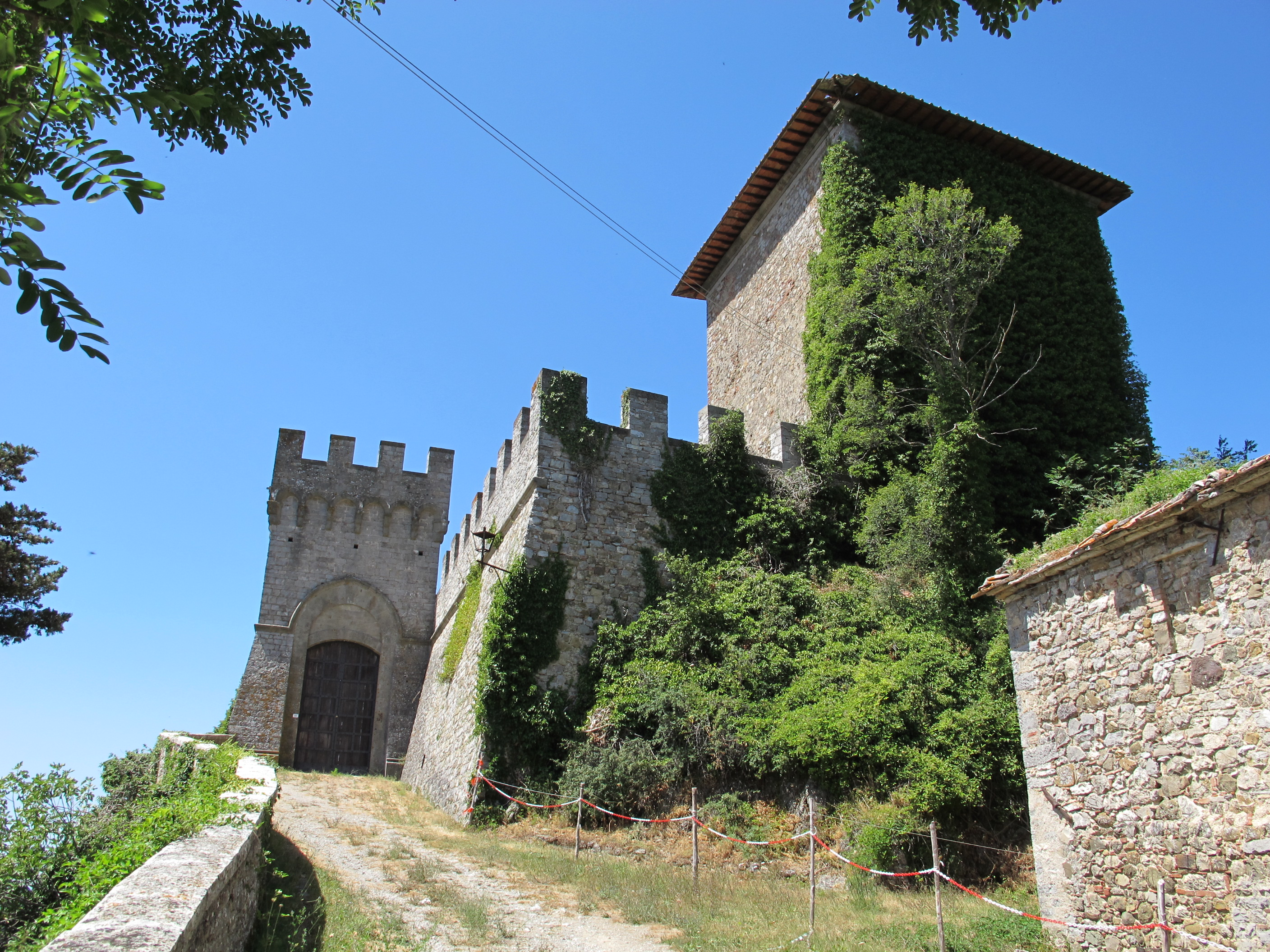